# Pteruthius ripleyi
El timalí-alcaudón himalayo o de Ripley (Pteruthius ripleyi), es una especie de ave paseriforme, perteneciente al género Pteruthius de la familia Vireonidae. Es nativo de la región del Himalaya en Asia.

## Distribución y hábitat
Se distribuye desde el oeste del Himalaya en Pakistán, por el norte y este de India, hasta el oeste de Nepal.
Su hábitat preferencial son las selvas húmedas montanas tropicales y subtropicales.

## Taxonomía
El género Pteruthius estuvo tradicionalmente colocado en la familia Timaliidae hasta que un estudio de análisis moleculares de ADN en 2007 encontró que no tenía ninguna afinidad con esa familia y que estarían mejor colocadas en la familia Vireonidae, que hasta entonces se pensó estaba restringida al Nuevo Mundo, y donde lo sitúan ahora las principales clasificaciones.
Es monotípica. La presente especie, junto a Pteruthius aeralatus y P. annamensis, antes incluidas en Pteruthius flaviscapis como subespecies, fueron separadas con base en las diferencias establecidas por los estudios filogenéticos y en las variaciones vocales.